# 北村正平
北村 正平（きたむら しょうへい、1946年〈昭和21年〉8月30日 - ）は、日本の政治家。静岡県藤枝市長（5期）。

## 経歴
藤枝市立藤枝小学校、藤枝市立藤枝中学校、静岡県立藤枝東高等学校、東京農業大学農学部卒業。1969年に静岡県庁に入庁。農業水産部長等を経て、2007年に退職。
2008年5月25日に行われた藤枝市長選挙に出馬し、現職の松野輝洋を約1万2000票差で破り初当選した。6月20日、市長就任。
2012年、無投票により再選、2016年、無投票により3選。2020年、無投票により4選。
2024年の市長選挙は元兵庫県議会議員の小西彦治が立候補したことにより、16年ぶりの選挙戦となったが、5回目の当選を果たした（投票率54.97%）。